# Anthurium membranaceum
Anthurium membranaceum är en kallaväxtart som beskrevs av Luis Aloysius, Luigi Sodiro. Anthurium membranaceum ingår i släktet Anthurium och familjen kallaväxter. Inga underarter finns listade.